# Chronicle (film)
Pour les articles homonymes, voir Chronicle.
Pour plus de détails, voir Fiche technique et Distribution.
Chronicle ou Chronique au Québec est un film de science-fiction superhéroïque américain réalisé par Josh Trank, sorti en 2012.
Il est présenté sous forme d'un found footage.
Le film présentant — dans un premier temps — des personnages dans un contexte réaliste soudain perturbé par des éléments surnaturels conduit les protagonistes (notamment Matt) à aborder des thèmes philosophiques et moraux tels que la portée sociale du pouvoir et ses implications morales, le sens des responsabilités, la valeur de l'amitié, ainsi que la subjectivité de la notion de bien et de mal. Trois lycéens se découvrent dotés de super-pouvoirs après avoir été en contact avec une substance mystérieuse découverte dans un cratère. Ce qui était au départ un amusement va devenir une question de vie ou de mort, dès l'instant où ils flirtent avec la limite de leurs pouvoirs, et où leurs côtés obscurs font surface.

## Synopsis
À Seattle, Andrew Detmer est un jeune étudiant timide et réservé qui est quotidiennement harcelé par plusieurs camarades du lycée et maltraité et abusé par son père, Richard, devenu alcoolique à la suite de la perte de son emploi de pompier. Andrew doit également faire face à la bataille que poursuit sa mère Karen contre le cancer. Son seul ami qu'il a eu dans sa vie est son cousin : Matt Garetty. Inspiré par Casey Letter, la petite amie de Matt, Andrew achète une caméra pour développer un journal vidéo sur sa vie.
Un jour, Matt invite Andrew à une soirée d'étudiants afin de l’aider à s'intégrer. Pendant la soirée, Andrew filme tous les événements mais quitte la fête après avoir eu une altercation verbale avec un autre participant qui lui a lancé des insultes homophobes. En pleurs, Andrew est retrouvé par l’étudiant populaire du lycée : Steve Montgomery. Ce dernier s’approche de lui et lui demande d’enregistrer un immense fossé dans le sol que lui et Matt ont découvert dans les bois. Les trois adolescents descendent dans le fossé où ils découvrent un objet cristallin brillant. L’objet commence soudainement à réagir et Steve subit un saignement de nez. Très vite, la situation devient rapidement critique et la caméra d'Andrew se retrouve court-circuitée dans le feu de l'action. L'image devient alors noire.
Quelques jours plus tard, les trois garçons ont développé d'importants pouvoirs de télékinésie, bien qu’ils souffrent tous de saignements de nez lorsque l'effort est trop intense. A leur grande stupeur, ils se retrouvent incapables de revisiter le fossé découvert lors de la soirée étudiante et découvrent qu’il a été entièrement rebouché avec des masses de terre et sécurisé par la police. Tous les trois commencent à utiliser leurs capacités pour jouer des tours à des inconnus, comme effrayer une enfant avec un ours en peluche volant ou soulever les jupes des étudiantes.
Mais cela dégénère quand Andrew utilise ses pouvoirs pour pousser hors de la route un automobiliste pressé qui les klaxonnait continuellement. La voiture finit sa course dans un étang et l'homme est assommé par la violence du choc. Steve parvient à sauver la victime de la noyade. Après avoir appelé les secours, le groupe a une dispute. Steve reste silencieux tandis que Matt prend à partie Andrew pour avoir utilisé ses pouvoirs pour agresser quelqu'un. Andrew reste cependant froid et complètement insensible aux reproches de son cousin. Matt insiste sur le fait qu’ils doivent limiter l’utilisation de leurs pouvoirs, en particulier contre les êtres humains.
Après que Steve découvre qu’il a la capacité de voler, il incite ses deux amis à développer cette compétence. Une fois que les trois adolescents aient appris à voler, ils acceptent de voyager autour du monde après l’obtention de leur diplôme de lycéen. Andrew manifeste alors son envie de visiter le Tibet. Steve le convainc d’utiliser ses pouvoirs de télékinésie en public pour un tour de magie pendant le spectacle du lycée, ce qui impressionne ses camarades. Pour la première fois de sa vie, Andrew est apprécié et reconnu par ses pairs. Ce dernier apprécie sa nouvelle popularité pendant une autre soirée entre étudiants.
Il se rapproche ainsi de Monica, une vieille connaissance et joue à un jeu d'alcool avec ses camarades. Mais la fête se termine en désastre quand il se retrouve en état d'ivresse et vomit sur Monica qui lui prodiguait une fellation. Dégoûtée, cette dernière le rejette, ce qui renvoie Andrew à son statut de marginal. Il se retrouve en proie à une crise de désespoir à la suite du rejet de Monica et Steve l’offense accidentellement en essayant de le consoler.
Le matin, le père d'Andrew confronte son fils après avoir visionné les rushs de sa caméra. Dans un excès de paranoïa et de jalousie, il reproche à son fils d'être mal entouré et tente de le faire culpabiliser en lui disant qu'il se ruine pour payer ses études. Andrew se défend et insulte son père en retour. Richard en vient au mains avec son fils et le frappe, qui se venge en utilisant ses pouvoirs télékinétiques contre son père abusif avant de fuir le domicile familial.
Ne supportant plus les violences psychologiques qu'il subit au quotidien, Andrew s'isole et s’envole au milieu d’un orage où personne ne pourra le trouver. Cependant, Steve  le rejoint et souhaite le consoler et lui prêter compagnie. Mais malheureusement, le comportement toxique et paranoïaque de son père a fini par déteindre sur Andrew. Ce dernier profère des propos délirants et prétend que Steve n'a jamais été son ami. Voyant le mal être d'Andrew, Steve refuse de l'abandonner à son sort et continue de le soutenir. De plus en plus frustré que Steve refuse de le quitter, Andrew utilise volontairement ses pouvoirs pour le frapper avec la foudre.
Foudroyé, Steve perd connaissance et s'écrase dans un champ, ce qui provoque sa mort. Quelques jours plus tard, son enterrement a lieu en présence de sa famille et ses amis. Andrew filme l'événement sous les yeux de Matt qui le soupçonne d'être impliqué dans la perte de leur ami. Ce dernier le prend à partie en lui reprochant de ne pas répondre à ses appels téléphoniques et souligne son comportement étrange depuis la disparition de leur ami. Andrew nie toute implication dans la mort de Steve et s'envole pour fuir ses responsabilités. Plus tard, il se recueille une nouvelle fois sur la tombe de Steve en pleurs et demande en privé pardon. Il révèle à haute voix mal vivre ses nouveaux pouvoirs et ne supporte plus l'absence de Steve.
De plus en plus dépressif, Andrew devient en conséquence beaucoup plus violent et déconnecté de la réalité. Il n'hésite plus à se servir en public de ses pouvoirs télékinétiques pour arracher les dents d’un camarade qui s'était moqué de son histoire avec Monica. Plus tard, son empathie semble avoir disparu quand il se filme avec les dents arrachées et les jette dans les toilettes sans la moindre émotion. En se documentant sur Internet, Andrew commence à parler de théories scientifiques en évoquant la sélection naturelle et s’identifie comme un prédateur dans ses vlogs. Il utilise ce terme pour justifier qu’il ne devrait plus ressentir de culpabilité d’utiliser ses pouvoirs pour blesser ceux qui sont plus faibles que lui.
Désespéré de ne pas pouvoir payer le traitement médical de sa mère, Andrew Detmer se déguise avec l’équipement de pompier de son père et utilise ses pouvoirs pour voler des voyous qui l'intimidaient. Il les élimine jusqu'au dernier, n’ayant plus aucun remords à tuer. Il braque également une station-service et provoque par inadvertance une explosion qui le conduit à l’hôpital et en garde à vue. À son chevet, son père abusif informe un Andrew inconscient que sa mère est morte après qu'il a passé la journée à le chercher. Blâmant son fils pour la mort de sa femme, Richard se prépare à le frapper, mais Andrew se réveille brusquement et anéantit violemment le mur de la pièce.
De son côté, Matt se rend compte qu’Andrew est en difficulté après avoir vu une alerte concernant une mystérieuse explosion à l'hôpital. Lui et Casey se dirigent vers le centre-ville pour retrouver Andrew. Ce dernier déchaîne sa rage et toutes ses frustrations en tentant de jeter son père qui l'a abusé pendant des années dans le vide. Matt révèle alors ses pouvoirs télékinétiques à la foule et s'envole pour sauver le père d'Andrew.
Dans une furie meurtrière, Andrew poursuit Matt et sa compagne en leur jetant un hélicoptère et en tuant un policier, se moquant littéralement des innocents qu'il tue. Il soulève la voiture du couple et la fait écraser sur Space Needle. Il tente alors d'assassiner Casey en jetant le véhicule dans le vide, mais Matt lui porte secours et la pose au sol. Il s'oppose ensuite verbalement à son ami du haut de la tour d'observation. Dans une nouvelle crise de paranoïa, Andrew reproche à Matt de l'avoir abandonné et celui-ci réplique qu'Andrew n'est plus lui-même. Andrew répond qu'il est un super prédateur et jette un bus sur Matt. Matt affronte Andrew en s’écrasant dans les bâtiments et les appartements aux alentours et en lançant des véhicules comme projectiles tandis que les forces de police les encadrent.
Pendant la violente confrontation, Matt essaie de raisonner son cousin mais ce dernier le blesse violemment avant de menacer les policiers et les civils. Andrew devient de plus en plus enragé et tue dans des excès de violence tous ceux qui s'opposent à lui. Réalisant qu’Andrew ne peut pas être sauvé de lui-même, Matt l’empale à contrecœur avec une lance d’une statue et prend la fuite en s’envolant avant que la police ne puisse l’interpeller.
Dans les jours qui suivent, Matt atterrit dans les montagnes du Tibet avec la caméra d’Andrew. Il tourne un dernier vlog où il s’excuse auprès d’Andrew, jure d’utiliser ses pouvoirs télékinétiques pour servir son prochain et promet de découvrir la vérité sur ce qui leur est arrivé. Il pointe la caméra vers un monastère tibétain au loin avant de s’envoler, laissant la caméra derrière lui.

## Fiche technique
Sauf indication contraire, les informations mentionnées dans cette section peuvent être confirmées par la base de données cinématographiques IMDb,  présente dans la section « Liens externes ».
- Titre original et français : Chronicle
- Titre québécois : Chronique
- Réalisation : Josh Trank
- Scénario : Max Landis, d'après une histoire de Max Landis et Josh Trank
- Direction artistique : Patrick O'Connor
- Décors : Stephen Altman
- Costumes : Dianna Cilliers
- Photographie : Matthew Jensen
- Montage : Elliot Greenberg
- Production : John Davis et Adam Schroeder
- Sociétés de production : Davis Entertainment
- Société de distribution : 20th Century Fox
- Budget : 12 millions de dollars[1].
- Pays de production :  États-Unis
- Langue originale : anglais
- Format : couleur - 1,85 : 1 - Dolby DTS
- Genres : science-fiction ; action, Film dramatique
- Durée : 84 minutes
- Dates de sortie :
  - États-Unis, Québec : 3 février 2012
  - Belgique : 15 février 2012
  - France : 22 février 2012
- Classification :
  -  France : Tous publics, mais déconseillé aux moins de 12 ans à la télévision[réf. nécessaire].

## Distribution
- Alex Russell (VF : Thibaut Belfodil ; VQ : Gabriel Lessard) : Matt Garetty
- Michael B. Jordan (VF : Jean-Baptiste Anoumon ; VQ : Éric Bruneau) : Steve Montgomery
- Dane DeHaan (VF : Geoffrey Vigier ; VQ : Nicolas Bacon) : Andrew Detmer
- Michael Kelly (VF : François Delaive ; VQ : Pierre Auger) : Richard Detmer
- Ashley Hinshaw (VF : Cécile d'Orlando ; VQ : Kim Jalabert) : Casey Letter
- Anna Wood : Monica
- Bo Petersen (VF : Véronique Borgias) : Karen Detmer
- Rudi Malcolm (VF : Anatole Thibault) : Wayne
- Grant Powell (VF : Yann Guillemot) : Howard

Sources et légendes : version française (VF) sur Allodoublage, Voxofilm et RS Doublage ; version québécoise (VQ) sur Doublage.qc.ca

## Tournage
Bien que l'action se déroule dans la ville américaine de Seattle, le film est tourné au Cap en Afrique du Sud, en extérieur et en studio (pour la reconstitution de la chambre d'Andrew). Les prises de vues dans le lycée ont, quant à elles, eu lieu à Vancouver au Canada (lycée Killarney Secondary School). Le tournage a d'ailleurs rencontré quelques difficultés comme le sens de la conduite. En effet, en Afrique du Sud, on conduit à gauche, contrairement aux États-Unis, où l'action se déroule dans le film. La production a donc dû ramener les voitures en navire jusqu'au Cap.

## Accueil

### Critiques
Dans l'ensemble, le film reçoit un accueil positif.
Sur le site d'Allociné, la presse lui donne une moyenne de 3,4/5 basé sur 25 critiques presse. Les spectateurs lui donnent une moyenne de 3,5/5 basé sur les critiques spectateurs.
Sur le site d'Internet Movie Database, il obtient la note de 7,1/10 basé sur 186 741 utilisateurs.
Sur le site de Metacritic, il obtient un Metascore de 69/100 basé sur 31 avis.
Le site de Rotten Tomatoes lui donne un taux d'approbation de 85 % basé sur 166 votes.

### Box-office
Distribué aux États-Unis dans une combinaison de départ de 2 907 salles à le diffuser, le film s'empare de la première place du box-office pour son premier week-end d'exploitation avec 22 004 098 dollars de recettes, soit une moyenne de 7 569 dollars par salles, mais fait une moins bonne performance le week-end suivant, puisqu'il chute à la cinquième position avec 12 092 589 dollars, soit une moyenne de 4 158 dollars par salles, avec une baisse de 45 % par rapport au résultat précédent, faisant un cumul de 39 959,856 dollars. Fin avril 2012, le film totalise 64 422 271 dollars, rencontrant ainsi son public.
En France, le film totalise 1 020 366 entrées, après sept semaines d'exploitation.
Finalement, Chronicle a engrangé 126 636 097 dollars de recettes dans le monde, pour un budget de 12 000 000 dollars.

## Suite
Le 10 octobre 2012, le scénariste Max Landis rapporte que la Fox n'a pas du tout apprécié le scénario, le trouvant beaucoup plus sombre que le premier. Le 18 juillet 2013, il déclare ensuite ne plus être lié de près ou de loin à une éventuelle suite depuis maintenant plusieurs mois. Le scénariste est accusé de viol, d'agression sexuelle et d'abus psychologique en 2019, ce qui mettra fin à sa carrière et rendra son retour dans une suite impossible.
En 2020, Josh Trank révèle qu'il ne fera pas de suite au film. Cependant, en août 2021, il est annoncé par le producteur John Davis qu'une suite est en préparation. Cette suite prendra place 10 ans après les évènements du premier film et qu'il tournera cette fois-ci autour d'un groupe de femmes. Les fake news et les dissimulations seront un thème important pour ce film.